# Emma Hamilton
Emily Lyon, meglio nota come Emma, Lady Hamilton (Neston, 26 aprile 1765 – Calais, 16 gennaio 1815), è stata un'avventuriera inglese, ricordata per essere stata l'amante dell'ammiraglio Horatio Nelson.

## Biografia

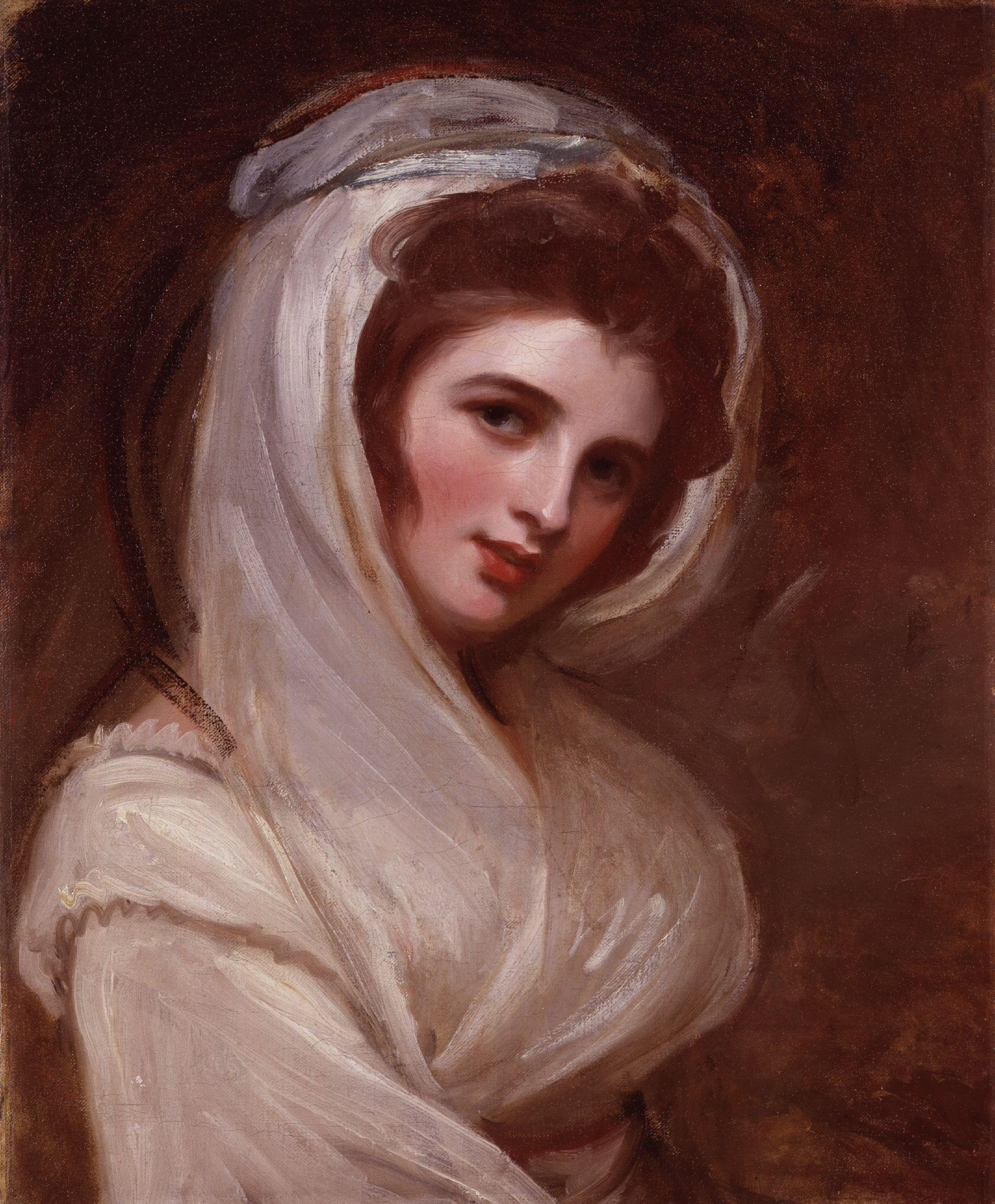
Ritratto di Emma Hamilton realizzato da George Romney.

### Giovinezza
Emily Lyon (battezzata col nome di Amy), nacque nel 1765 nel Cheshire, in Inghilterra. Suo padre, il fabbro Henry Lyon, morì quando lei aveva appena due mesi. Fu cresciuta dalla madre, Mary Kidd, a Hawarden, in condizioni di estrema povertà e non ricevette alcuna regolare istruzione almeno fino all'età di diciassette anni.
Emma era una ragazza piuttosto spregiudicata ed aveva raggiunto precocemente la maturità (anche sessuale). Infatti, nel 1780, all'età di quindici anni, ebbe una figlia da un suo "benefattore", sir Harry Featherstonhaugh. Alla bimba fu dato il nome di Emma Carew e venne allevata da sua nonna nel Galles. Da giovane, Emma Carew riceveva frequenti visite da parte della madre, la quale in seguito rifiutò di vederla.
Nel 1781, Emma Lyon si trasferì a Londra e cambiò il suo nome in Emma Hart. Nel 1782, la diciassettenne Emma era già ben nota a Londra, essendo stata tolta dal bordello di una tale Madame Kelly, ad Arlington Street, per diventare la mantenuta di molti uomini dell'alta società, e per aver posato come "Dea della Salute" nello studio di James Graham, un medico ciarlatano. A diciannove anni divenne l'amante di Charles Francis Greville (1749-1809), figlio di Francis Greville primo conte di Warwick, nonché nipote del suo futuro sposo sir William Hamilton. Greville era profondamente innamorato di lei, e la fece posare più volte per un suo amico, il pittore George Romney, che la considererà sua musa. Da Greville, Emma ebbe tre figli (mai riconosciuti) e, grazie a questa relazione, ella cominciò a ricevere un'istruzione adeguata e a frequentare l'alta società londinese del tempo.

### A Napoli

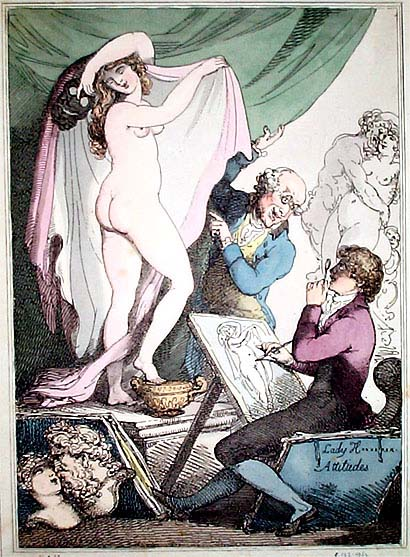
Caricatura delle attitudes di Lady Hamilton (1790 circa).

Nel 1786 Greville, avendo deciso di sposare una donna ricca, mandò Emma a Napoli perché diventasse l'amante di suo zio, sir William Hamilton, ambasciatore inglese nella capitale del Regno partenopeo. Egli sperava così di riuscire ad un tempo a liberarsi di lei e ad evitare che suo zio, di cui voleva diventare erede, si risposasse.
Sir William si invaghì di Emma, e con grande sorpresa di Greville la sposò il 6 settembre del 1791 nella Chiesa di San Giorgio, a Hanover Square, Londra. Essendo sir Hamilton appassionato di archeologia e di vulcanologia, abitarono anche a Torre del Greco (nella frazione di Santa Maria la Bruna dove è sita Villa Ferrigni, in cui nel 1836-1837 sarebbe stato ospite Giacomo Leopardi, che vi avrebbe composto La ginestra o il fiore del deserto e altro). Mentre era la sua amante e poi durante il loro matrimonio, Emma creò quelle che lei chiamava attitudes, cioè delle esibizioni che erano un misto di prosa, danza e recitazione, e che ebbero enorme successo in Europa. Usando alcuni scialli, ella posava evocando personaggi femminili dell'antichità come Medea o Cleopatra. Tali esibizioni affascinarono aristocratici, artisti, scrittori, tra cui il grande Johann Wolfgang von Goethe, ed anche re e regine, lanciando nuove tendenze nella danza in tutta Europa, nonché la moda di un abbigliamento drappeggiato in stile greco.

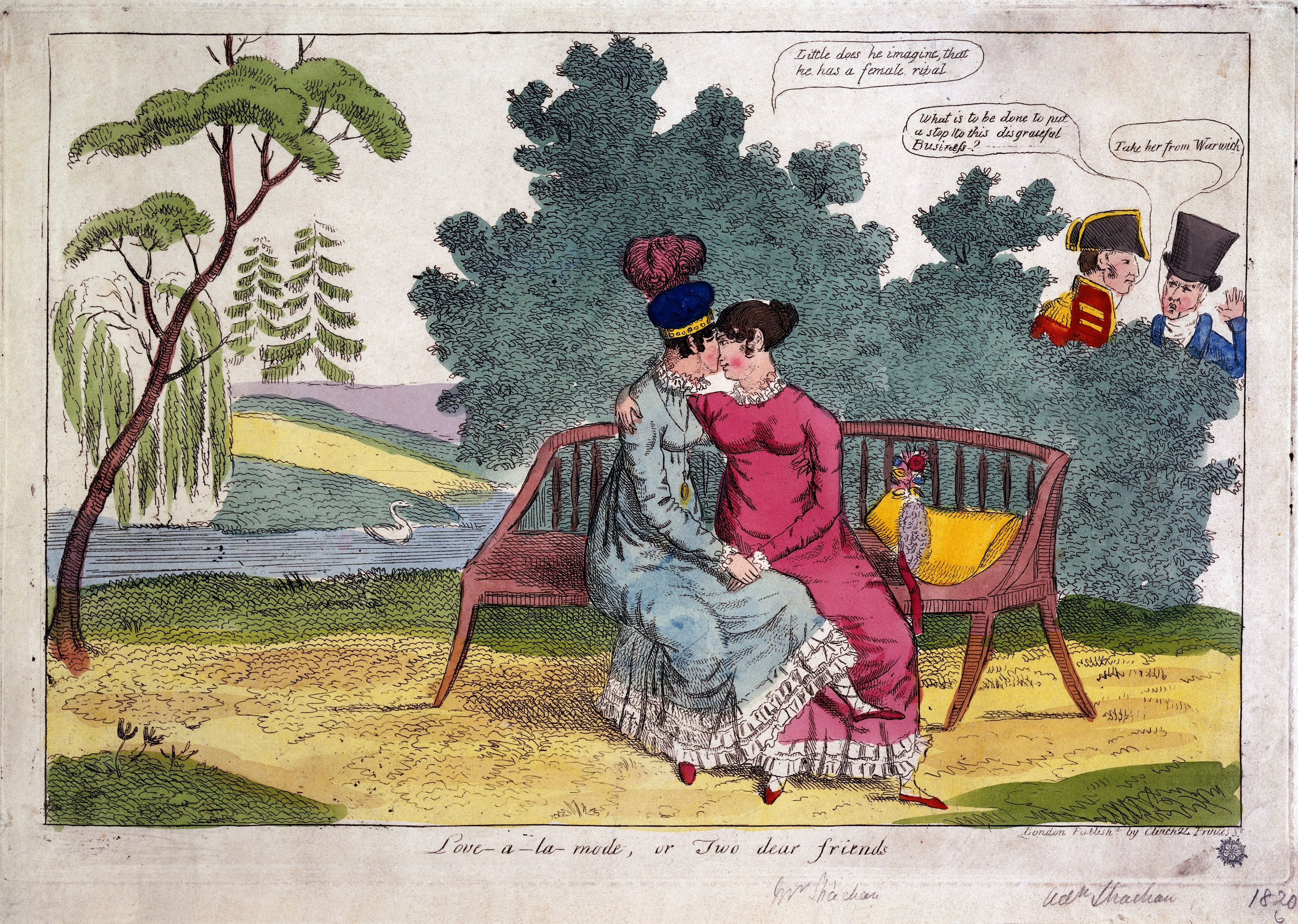
Caricatura che irride alla molto discussa relazione fra Lady Hamilton e la regina Maria Carolina.

Lady Hamilton divenne intima amica di Maria Carolina d'Austria, moglie di re Ferdinando IV di Borbone. In qualità di moglie dell'ambasciatore britannico, diede il benvenuto a Horatio Nelson, il celebre ammiraglio britannico, nel 1793, quando egli venne a Napoli a chiedere rinforzi contro i francesi. Emma usò la sua influenza sulla regina per ottenere che il re concedesse i rinforzi a Nelson. Questi tornò a Napoli cinque anni dopo, quando era ormai una leggenda vivente, dopo la sua vittoria nella battaglia del Nilo. Le vicissitudini della guerra lo avevano prematuramente invecchiato: aveva perso un occhio, un braccio e la maggior parte dei denti, ed era affetto da attacchi di tosse.
Tuttavia lo curò nella casa di suo marito, e organizzò un ricevimento con 1 800 invitati per festeggiare il suo quarantesimo compleanno. Presto tra loro nacque l'amore, e sembra che la loro relazione sia stata tollerata, e persino incoraggiata, dall'anziano William, il quale non manifestava altro che ammirazione e rispetto per Nelson, e viceversa.
Era ormai all'apice del successo, amica intima della autoritaria Maria Carolina, regina di Napoli e Sicilia, era l'unica che non era tenuta a rispettare i tre inchini abitualmente previsti alla presenza dei monarchi ed all'uscita a ritirarsi facendo i passi indietro sino alla porta.
Il 21 dicembre 1799, per gli aiuti forniti in aprile alla popolazione dell'isola di Malta, afflitta da carestia a seguito della rivolta contro i francesi e del blocco navale di Alexander Ball, Emma ricevette la prestigiosissima onorificenza di Dama di Devozione dell'Ordine di Malta, con lettera firmata di persona dallo zar Paolo I, decorazione assai raramente concessa ad una donna, soprattutto se non di nascita nobile.

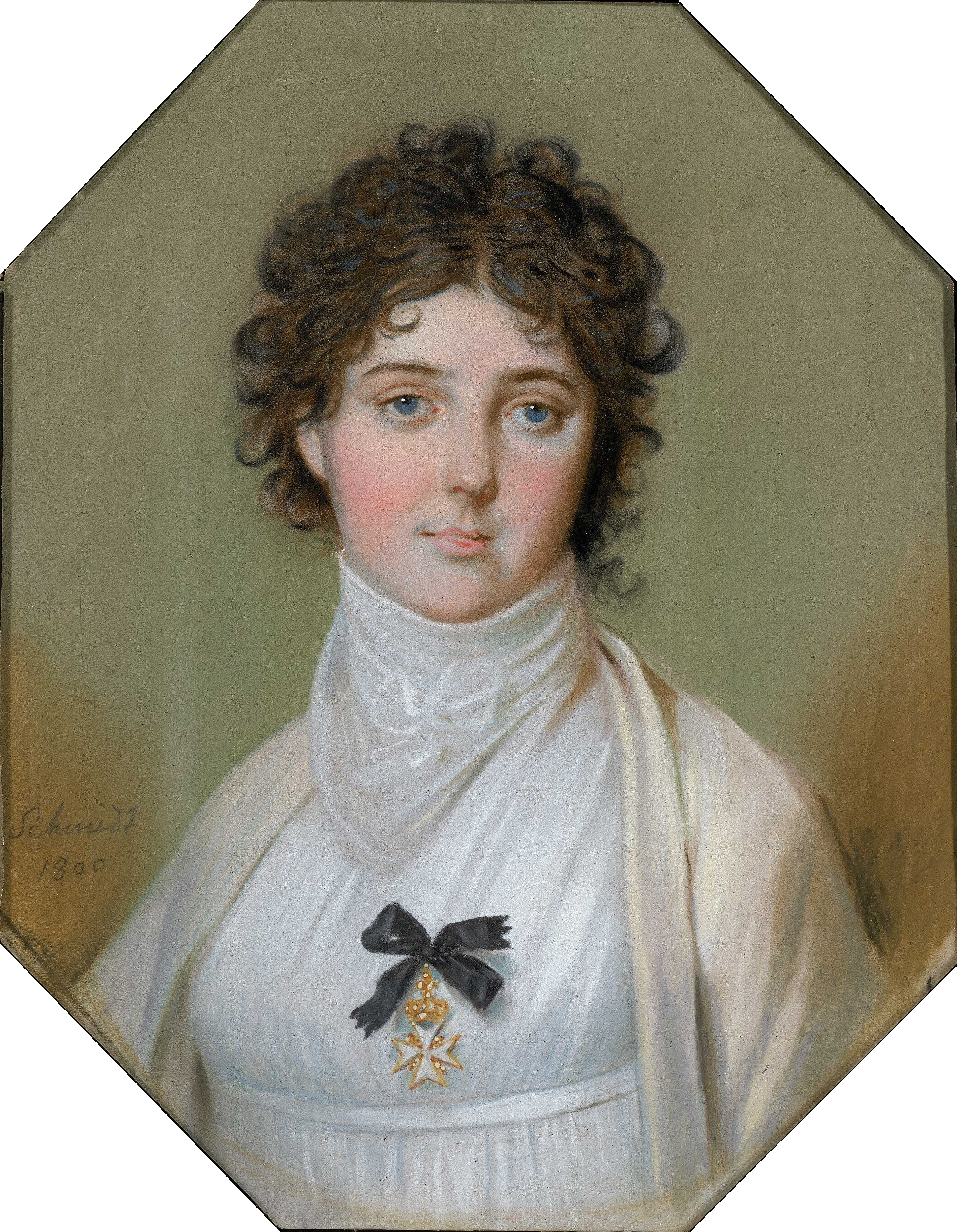
Lady Hamilton con croce di Malta, raffigurata da Johann Heinrich Schmidt (1800).

Nei giorni che seguirono la fine della Repubblica Napoletana si dice che lady Hamilton abbia usato la propria influenza su Nelson per convincerlo a non accettare la capitolazione negoziata dal cardinale Ruffo con i repubblicani, e ad annullare i loro salvacondotti. A seguito di questa decisione 124 nobili ed intellettuali napoletani che avevano ricoperto incarichi di governo nella effimera repubblica vennero giustiziati, talvolta in maniera spietata. Tra questi Domenico Cirillo, lo scienziato medico, entomologo e botanico che pure le aveva scritto una lettera, non dimostrata come vera, ma tale ritenuta da Benedetto Croce, per ottenere la grazia.

### La caduta
Il 3 gennaio 1801, nella casa che William aveva affittato nella Clarges Street, a Piccadilly, Londra, Emma diede alla luce una bambina, figlia di Nelson, cui venne dato nome Horatia. Nell'autunno dello stesso anno, Nelson acquistò Merton Place, una piccola casa malandata nella periferia dell'odierna Wimbledon.
Lì egli visse apertamente con Emma, e con William, in un ménage a trois che affascinò il pubblico. Insieme a loro viveva anche la madre di Emma. I giornali riportavano tutto ciò che essi facevano, e si riferivano alle scelte di Emma nel lanciare nuove mode in fatto di vestiario, arredamento e perfino di menù per i pranzi.
William morì nel 1803 e Nelson ritornò quasi subito in mare, lasciando Emma incinta del suo secondo figlio. Sentendosi disperatamente sola, si affannò nel tentativo di rendere Merton Place l'abitazione grandiosa cui Nelson aspirava, e desiderava ardentemente il suo ritorno. Il bambino, una femmina, morì poche settimane dopo la nascita, agli inizi del 1803. Per distrarsi dai suoi dispiaceri Emma cominciò a giocare d'azzardo e a spendere eccessivamente.
Dopo la morte di Nelson, nel 1805, Emma, che aveva velocemente dilapidato la piccola pensione che William le aveva lasciato, si indebitò pesantemente. Infatti Nelson aveva lasciato il suo patrimonio al fratello, lasciando ad Emma Merton Place. Lei però diede fondo alle proprie finanze nel tentativo di mantenere la casa come un monumento alla memoria di Nelson. E sebbene questi fosse considerato un eroe nazionale, la richiesta che egli più volte prima di morire rivolse per iscritto al governo inglese, perché assicurasse una pensione ad Emma ed Horatia, fu ignorata. Non giovò neanche che egli ricordasse come, in più di un'occasione, Emma lo avesse aiutato ad ottenere rinforzi e rifornimenti da parte del re di Napoli, contribuendo in modo significativo alla prosecuzione delle sue campagne militari, conclusesi poi vittoriosamente.
Gli onori dovuti alla memoria di Nelson furono riversati su suo fratello.
Sebbene nel 1808 alcuni amici avessero cercato di sistemare la sua posizione finanziaria, nel 1813 Emma andò in prigione per debiti, e vi rimase per un anno. Un certo Alderman Smith l'aiutò ad uscirne, e lei andò in Francia per sfuggire ai suoi creditori. Datasi al bere, morì in miseria, di insufficienza epatica, a Calais, nel gennaio del 1815.

## Emma Hamilton nella letteratura

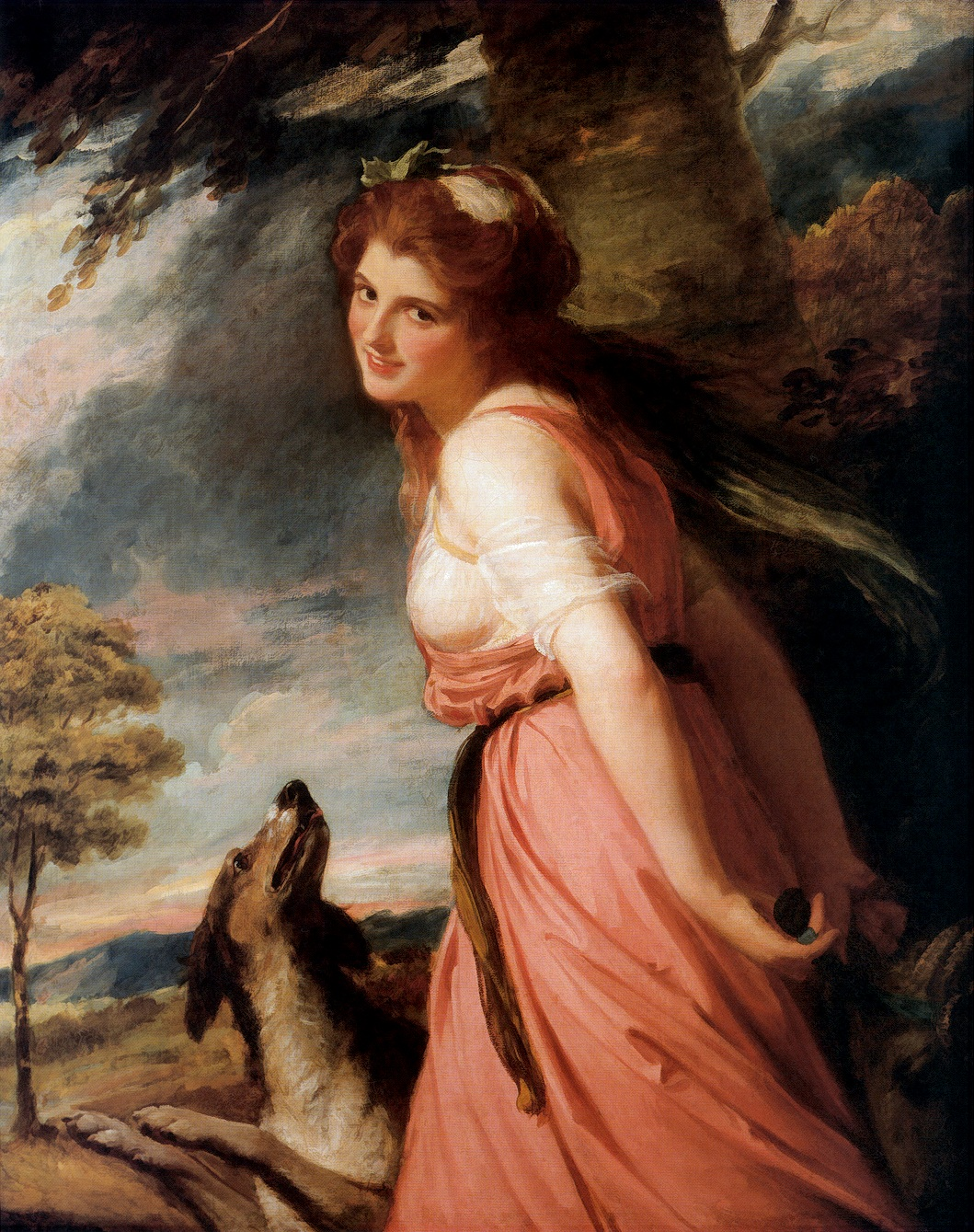
Lady Hamilton ritratta come Baccante di George Romney.

### Letteratura
- La San-Felice di Alexandre Dumas padre (1863)
- Le confessioni di una favorita di Alexandre Dumas padre (1865)
- Lady Hamilton di Giovanni Semerano (1942)
- Emma di Frank Wilson Kenyon (1955)
- L'amante del Vulcano di Susan Sontag (1992)
- Lady Hamilton di Gilbert Sinouè (2005)
- L'amante inglese di Leda Melluso (2011)
- England's Mistress: The Infamous Life of Emma Hamilton di Kate Williams (2006)

### Teatro
- A bequest to the nation (Lascito alla nazione) di Terence Rattigan. Rappresentata postuma, nel 1978.

## Emma Hamilton nella cultura di massa

### Cinema
- Trafalgar con Corinne Griffith (1929).
- Il grande ammiraglio con Vivien Leigh (1941).
- Le calde notti di Lady Hamilton con Michèle Mercier (1967).
- La vera storia di Lady Hamilton con Glenda Jackson (1973).

### Televisione
- I remember Nelson, film TV con Geraldine James (1982).

## Onorificenze
Dama di devozione dell'Ordine di San Giovanni di Gerusalemme, detto di Rodi, detto di Malta.